# Isotealia antarctica
Isotealia antarctica är en havsanemonart som beskrevs av Oscar Henrik Carlgren 1899. Isotealia antarctica ingår i släktet Isotealia och familjen Actiniidae. Inga underarter finns listade i Catalogue of Life.